# Grünten-Kaserne
Die Grünten-Kaserne ist eine von mehreren Militäranlagen in Sonthofen im Allgäu. Sie wurde 1937 als Ritter-von-Leeb-Kaserne eingeweiht. Nach dem Zweiten Weltkrieg erfolgte die Umbenennung zunächst in Artillerie-Kaserne, in den 1960er Jahren dann in Grünten-Kaserne, in Anlehnung an den im benachbarten Gemarkungsgebiet von Burgberg liegenden Grünten (1739 m).

## Baugeschichte
Die Kasernenanlage wurde 1934 begonnen und 1938 als Ritter von Leeb-Kaserne eingeweiht, als einer von mehreren Kasernenbauten in Sonthofen. Sie war speziell für die Gebirgsjäger-Truppe gedacht und bis 1945 in Nutzung.

## Bundeswehr-Standort
Die Bundeswehr nutzte die Einrichtung seit 1956, nach der Neubenennung in Artillerie-Kaserne bzw. seit den 1960er Jahren in Grüntenkaserne, insbesondere als Standort für Einheiten der ABC-Abwehr-Truppe und der Gebirgstruppe. Diese waren u. a.
- in den 70er Jahren das InstBtl. 480 und das ABCAbwLehrBtl. 220[7]
- in den 80er Jahren das ABCAbwLehrBtl. 210[8]
- ABCAbLKp 4
- GebABCAbwLKp 8
- 3./GebInstBtl. 8

Außerdem war eine Sportfördergruppe angesiedelt. Während der Winterausbildung verschiedener NATO-Kontingente im umliegenden Allgäuer Gebiet waren in den 80er Jahren regelmäßig kleinere Einheiten der britischen Militärpolizei untergebracht.
Die in der Grüntenkaserne vorhandenen ABCAbw-Einheiten wurden 2005 zur ABCAbwehrKp 110 zusammengefasst und als Einheit 2013 außer Dienst gesetzt.

## Aktuelle Nutzung
Seit 2018 wird die Auflassung als Kaserne diskutiert und ist für 2023 vorgesehen. Eine zwischenzeitliche Nutzung erfolgt als Quartier für Flüchtlinge, die restlichen Truppenteile werden in die benachbarte Generaloberst-Beck-Kaserne verlagert. Mit der Konversion ist der Abbau von ca. 2500 Arbeitsplätzen und der Verlust einer entsprechenden Kaufkraft verbunden.
Im Juli 2021 wurde bekannt, dass sich die Stadtgemeinde Sonthofen für die Landesgartenschau 2031 bewerben will, die auf dem Gelände der Grünten-Kaserne stattfinden sollte. Im Dezember 2021 zog die Stadtverwaltung diese Pläne wieder zurück.

## Erinnerungskultur
Zur Erinnerungskultur der Gebirgsjägertruppe allgemein und der in der Grüntenkaserne stationierten Gebirgstruppe tragen das Gebirgsjägerdenkmal am benachbarten Grünten und das ehemalige Gebirgsjägermuseum bei.

### Gebirgsjägerdenkmal auf dem Grünten

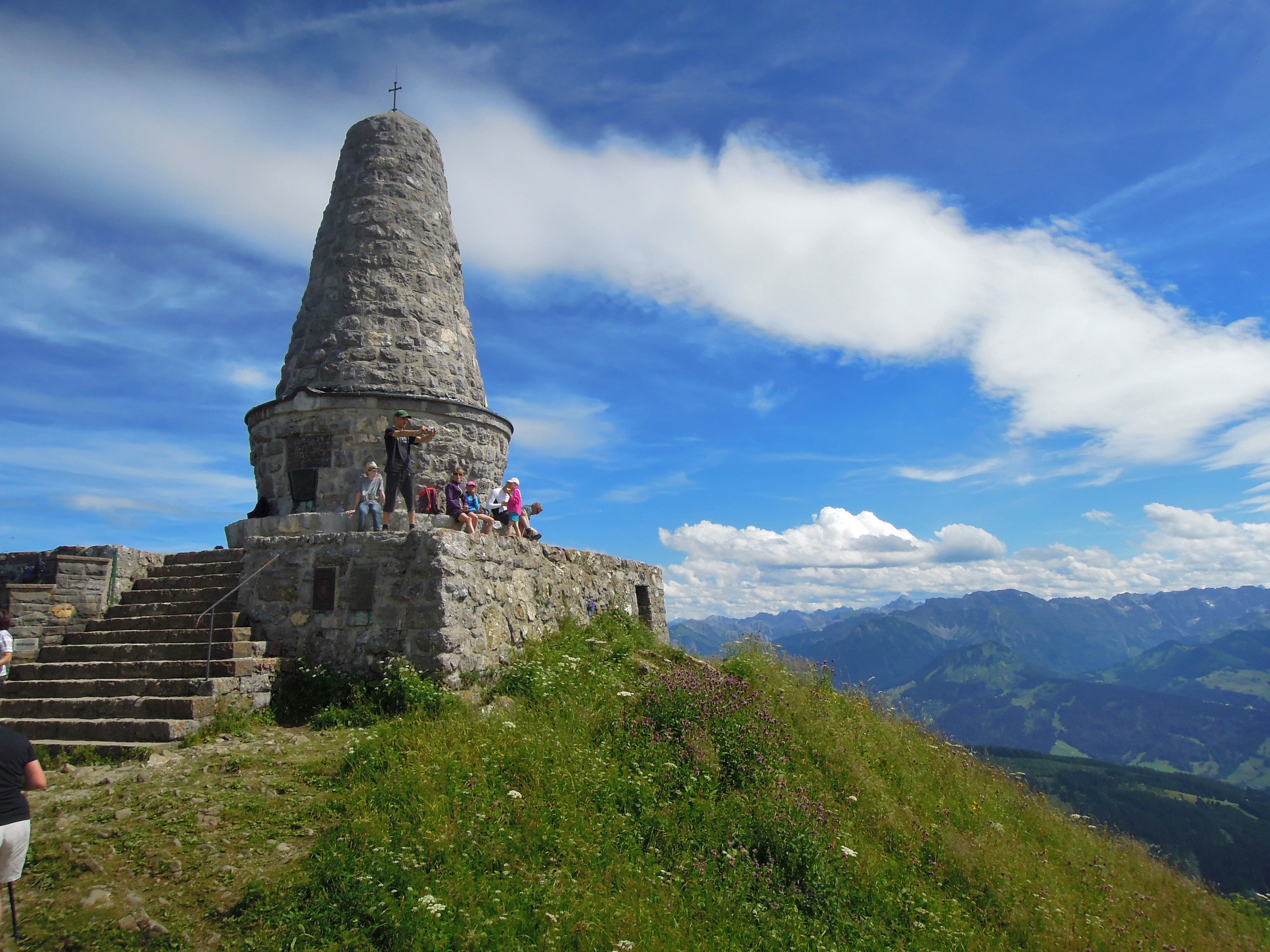
Grünten Gebirgsjägerdenkmal

Das Gebirgsjägerdenkmal auf dem Grünten wurde 1924 zum Andenken an die ca. 1000 Gefallenen des 3. Königlich-Bayerischen Jägerregiments von Bruno Diehl errichtet. Im Denkmal sind Steine aus allen Regionen verbaut, in denen Gebirgsjäger im Einsatz waren. Nach dem Zweiten Weltkrieg wurde es dem Gedenken aller Toten der Gebirgstruppe gewidmet, unabhängig von der Nationalität. Einmal jährlich im September organisiert der Grüntendenkmal-Erhaltungsverein e. V. einen „Grüntentag“ zum Andenken an die Gefallenen der Gebirgstruppen.

### Gebirgsjägermuseum
Auf dem Gelände der Grüntenkaserne befand sich von 2000 bis 2020 eine Sammlung zur Geschichte der Gebirgstruppe in Europa. Der Bestand von ca. 1500 Exponaten wurde im August 2020 in das Bayerische Armeemuseum in Ingolstadt verlagert.